# Портаон
Портаон или Партаон (грч. Πορθάων) је у грчкој митологији било име више личности.

## Етимологија
Име Портаон има значење „пљачкаш“.

## Митологија
- Био је краљ Калидона и Плеурона у Етолији. Портаона су помињали Аполодор, Хигин, а Антонин Либерал га је називао Портеј и наводио Ареја као његовог оца. Други аутори су писали да је Агеноров син, а мајка му је била Епикаста. Он је оженио Еуриту и са њом имао бројно потомство; Енеја, Агрија, Алкатоја, Меланта, Леукопеја, Стеропу и Лаконта, кога је можда имао и са слушкињом.[2][3][4]
- Паусанија је писао да је Партаон био Перифетов син.[3] Он је био Аристов отац.[5]